# A magyar mezőgazdasági szakirodalom könyvészete
A magyar mezőgazdasági szakirodalom könyvészete (latinul: Bibliographia Litterarum Hungariae Oeconomicarum Ruralium) egy nagy terjedelmű magyar bibliográfiai munka.

## Története
A magyar gazdasági irodalom összegyűjtésének gondolata a két világháború közötti időben merült fel. A nagy munka a kezdetektől próbálta összegyűjteni:
- a Magyarországon megjelent gazdasági műveket,
- a hazai származású szerzőktől máshol megjelent gazdasági műveket, illetve
- a külföldi szerzőknek Magyarország gazdaságára vonatkozó műveit.

A szerkesztők így foglalták össze elképzeléseiket az I. kötet Előszavában:
„Mikor arra a feladatra vállalkoztunk, hogy összegyüjtsük gazdasági irodalmunk első századainak fennmaradt és kinyomozható, nyomtatásban megjelent emlékeit, e nem éppen hálás munka közben folyton azzal a célgondolattal bíztattuk magunkat, hogy föltárva a multat, emeljük nemzetünk öntudatát, tápláljuk missziós hitét, mert a nemzetnek, ha látja, hogy múltjának szegénysége miatt nincs oka szégyenkeznie, éreznie kell önbecsét (...) ez ideális célgondolaton kívül voltak közelebbi céljaink is. A magyar történettudósnak, főleg a gazdaságtörténésznek akartunk egy nehezen nélkülözhető forrásgyűjteménnyel szolgálni.”
Az első kötet 1934-ben, a második 1938-ban jelent meg a Magyar Királyi Mezőgazdasági Múzeum Könyvtára kiadásában. A bibliográfia ekkor az 1830-as évnél tartott. A második világháború idején megakadt a sorozat, de az 1950-es években a Magyar Mezőgazdasági Múzeumban folytatásáról döntöttek.
1956-ban megjelent a 3. kötet is, majd ezt követően rövid időn belül a folytatások. A sorozat 1968-ban a 8. kötettel zárult, és 1944-ig tekinti át a magyar gazdasági irodalmat.  A teljes sorozat nem kevesebb, mint 40.678 könyvcímet tartalmaz 4248 nyomtatott oldalon.
A mű a maga nemében egyedülálló, azóta sem készült hasonló vállalkozás a korszakról.

## Kötetbeosztása
A sorozat kötetbeosztása a következő volt:
| Kötetszám | Cím, tárgyalti időszak | Szerkesztő, összeállító                                                                             | Megjelenési hely | Megjelenési idő | Oldalszám | Tárgyalt tételek |
| --------- | ---------------------- | --------------------------------------------------------------------------------------------------- | ---------------- | --------------- | --------- | ---------------- |
| I.        | 1505–1805              | összeáll.: dr. Dóczy Jenő, dr. Wellmann Imre, dr. Bakáts István                                     | Budapest         | 1934            | 354       | 1801 könyvcím    |
| II.       | 1806–1830              | összeáll.: dr. Dóczy Jenő, dr. Bakáts István, dr. Gerendás Ernő                                     | Budapest         | 1938            | 371       | 3816 könyvcím    |
| III.      | 1831–1867              | szerk.: S. Szabó Ferenc.                                                                            | Budapest         | 1956            | 659       | 3799 könyvcím    |
| IV.       | 1868–1896              | összeáll.: a Magyar Mezőgazdasági Múzeum bibliográfiai munkacsoportja. Sajtó alá rend.: Takács Imre | Budapest         | 1959            | 379       | 3955 könyvcím    |
| V.        | 1897–1919              | összeáll.: a Magyar Mezőgazdasági Múzeum bibliográfiai munkacsoportja. Sajtó alá rend.: Takács Imre | Budapest         | 1961            | 595       | 7193 könyvcím    |
| VI.       | 1920–1935              | összeáll.: a Magyar Mezőgazdasági Múzeum bibliográfiai munkacsoportja. Sajtó alá rend.: Takács Imre | Budapest         | 1963            | 611       | 7004 könyvcím    |
| VII.      | 1936–1940              | szerk.: Takács Imre                                                                                 | Budapest         | 1966            | 528       | 5856 könyvcím    |
| VIII.     | 1941–1944              | szerk.: Takács Imre                                                                                 | Budapest         | 1968            | 751       | 7254 könyvcím    |

## Folytatása
A Magyar Mezőgazdasági Múzeum később egy újabb sorozatot indított, amely az 1960 és 2000 közötti évek magyar és egyetemes agrártörténeti agrárirodalmát dolgozta fel (azaz szélesebb volt a gyűjtőköre). Ez a Nemzetközi Agrártörténeti Bibliográfia (latinul: Bibliographia Historiae Rerum Rusticarum Internationalis, nemzetközi rövidítéssel BHRRI).

## Egyéb irodalom
- A Magyar Mezőgazdasági Múzeum kiadványai, Magyar Mezőgazdasági Múzeum, Budapest, é. n. [1970-es évek], 1-4. o.